# Wioślarstwo na Letnich Igrzyskach Olimpijskich 2008 – czwórka bez sternika wagi lekkiej mężczyzn
Czwórka bez sternika mężczyzn wagi lekkiej (LM4-) – konkurencja rozgrywana podczas Letnich Igrzysk Olimpijskich 2008 w Pekinie między 9 a 16 sierpnia w Parku Olimpijskim Shunyi.

## Harmonogram konkurencji
Wszystkie godziny w standardowym czasie chińskim (UTC+8)
| Godzina                     | Wydarzenie  | Runda         |
| --------------------------- | ----------- | ------------- |
| Niedziela, 10 sierpnia 2008 | 16:00-16:30 | Eliminacje    |
| Wtorek, 12 sierpnia 2008    | 16:40-16:50 | Repasaże      |
| Piątek, 15 sierpnia 2008    | 16:10-16:30 | Półfinały A/B |
| Sobota, 16 sierpnia 2008    | 14:50-15:00 | Finał B       |
| Niedziela, 17 sierpnia 2008 | 16:10-16:20 | Finał A       |

## Medaliści
| Złoto                                                                          | Srebro                                                                              | Brąz                                                           |
| Dania · Thomas Ebert · Morten Jørgensen · Eskild Ebbesen · Mads Kruse Andersen | Polska · Łukasz Pawłowski · Bartłomiej Pawełczak · Miłosz Bernatajtys · Paweł Rańda | Kanada · Iain Brambell · Jon Beare · Mike Lewis · Liam Parsons |

## Wyniki

### Eliminacje
Reguła kwalifikacji: 1-3 → PA/B, 4.. → R

#### Eliminacje 1
| Miejsce | Zawodnik                                                          | Kraj            | Czas    | Uwagi |
| ------- | ----------------------------------------------------------------- | --------------- | ------- | ----- |
| 1       | Huang Zhongming Wu Chongkui Zhang Lin Tian Jun                    | Chiny           | 5:51,30 | PA/B  |
| 2       | Richard Chambers James Lindsay-Fynn Paul Mattick James Clarke     | Wielka Brytania | 5:52,38 | PA/B  |
| 3       | Roderick Chisholm Anthony Edwards Benjamin Cureton Todd Skipworth | Australia       | 5:55,18 | PA/B  |
| 4       | Gerard van den Linden Marshall Godschalk Ivo Snijders Paul Drewes | Holandia        | 5:57,54 | R     |
| 5       | Mohamed Zidan Amin Ramadan Ahmed Gad Abdel Razek Ibrahim          | Egipt           | 6:11,71 | R     |

#### Eliminacje 2
| Miejsce | Zawodnik                                                         | Kraj              | Czas    | Uwagi |
| ------- | ---------------------------------------------------------------- | ----------------- | ------- | ----- |
| 1       | Thomas Ebert Morten Jørgensen Eskild Ebbesen Mads Andersen       | Dania             | 5:50,12 | PA/B  |
| 2       | Iain Brambell Jon Beare Mike Lewis Liam Parsons                  | Kanada            | 5:52,13 | PA/B  |
| 3       | Jiří Vlček Catello Amarante Salvatore Amitrano Bruno Mascarenhas | Włochy            | 5:54,12 | PA/B  |
| 4       | Mike Altman Will Daly Pat Todd Thomas Paradiso                   | Stany Zjednoczone | 5:56,54 | R     |

#### Eliminacje 3
| Miejsce | Zawodnik                                                                | Kraj     | Czas    | Uwagi |
| ------- | ----------------------------------------------------------------------- | -------- | ------- | ----- |
| 1       | Bastian Seibt Jost Schömann-Finck Jochen Kühner Martin Kühner           | Niemcy   | 5:50,16 | PA/B  |
| 2       | Franck Solforosi Guillaume Raineau Jean-Christophe Bette Fabien Tilliet | Francja  | 5:51,68 | PA/B  |
| 3       | Łukasz Pawłowski Bartłomiej Pawełczak Miłosz Bernatajtys Paweł Rańda    | Polska   | 5:52,06 | PA/B  |
| 4       | Cathal Moynihan Gearoid Towey Richard Archibald Paul Griffin            | Irlandia | 5:52,32 | R     |

### Repasaże
Reguła kwalifikacji: 1-3 → PA/B
| Miejsce | Zawodnik                                                          | Kraj              | Czas    | Uwagi |
| ------- | ----------------------------------------------------------------- | ----------------- | ------- | ----- |
| 1       | Cathal Moynihan Gearoid Towey Richard Archibald Paul Griffin      | Irlandia          | 6:21,79 | PA/B  |
| 2       | Gerard van den Linden Marshall Godschalk Ivo Snijders Paul Drewes | Holandia          | 6:25,25 | PA/B  |
| 3       | Mike Altman Will Daly Pat Todd Thomas Paradiso                    | Stany Zjednoczone | 6:27,43 | PA/B  |
| 4       | Mohamed Zidan Amin Ramadan Ahmed Gad Abdel Razek Ibrahim          | Egipt             | 6:37,50 |       |

### Półfinały A/B
Reguła kwalifikacji: 1-3 → FA, 4.. → FB

#### Półfinały A/B 1
| Miejsce | Zawodnik                                                             | Kraj      | Czas             | Uwagi            |
| ------- | -------------------------------------------------------------------- | --------- | ---------------- | ---------------- |
| 1       | Łukasz Pawłowski Bartłomiej Pawełczak Miłosz Bernatajtys Paweł Rańda | Polska    | 6:06,60          | FA               |
| 2       | Iain Brambell Jon Beare Mike Lewis Liam Parsons                      | Kanada    | 6:07,86          | FA               |
| 3       | Gerard van den Linden Marshall Godschalk Ivo Snijders Paul Drewes    | Holandia  | 6:08,73          | FA               |
| 4       | Roderick Chisholm Anthony Edwards Benjamin Cureton Todd Skipworth    | Australia | 6:12,38          | FB               |
| 5       | Huang Zhongming Wu Chongkui Zhang Lin Tian Jun                       | Chiny     | 6:12,55          | FB               |
| 6       | Bastian Seibt Jost Schömann-Finck Jochen Kühner Martin Kühner        | Niemcy    | nie wystartowali | nie wystartowali |

#### Półfinały A/B 2
| Miejsce | Zawodnik                                                                | Kraj              | Czas    | Uwagi |
| ------- | ----------------------------------------------------------------------- | ----------------- | ------- | ----- |
| 1       | Thomas Ebert Morten Jørgensen Eskild Ebbesen Mads Andersen              | Dania             | 6:05,75 | FA    |
| 2       | Franck Solforosi Guillaume Raineau Jean-Christophe Bette Fabien Tilliet | Francja           | 6:07,26 | FA    |
| 3       | Richard Chambers James Lindsay-Fynn Paul Mattick James Clarke           | Wielka Brytania   | 6:08,75 | FA    |
| 4       | Cathal Moynihan Gearoid Towey Richard Archibald Paul Griffin            | Irlandia          | 6:13,85 | FB    |
| 5       | Jiří Vlček Catello Amarante Salvatore Amitrano Bruno Mascarenhas        | Włochy            | 6:14,73 | FB    |
| 6       | Mike Altman Will Daly Pat Todd Thomas Paradiso                          | Stany Zjednoczone | 6:16,30 | FB    |

### Finał B
| Miejsce | Zawodnik                                                          | Kraj              | Czas    | Uwagi |
| ------- | ----------------------------------------------------------------- | ----------------- | ------- | ----- |
| 1       | Jiří Vlček Catello Amarante Salvatore Amitrano Bruno Mascarenhas  | Włochy            | 6:03,12 |       |
| 2       | Huang Zhongming Wu Chongkui Zhang Lin Tian Jun                    | Chiny             | 6:04,48 |       |
| 3       | Roderick Chisholm Anthony Edwards Benjamin Cureton Todd Skipworth | Australia         | 6:05,26 |       |
| 4       | Cathal Moynihan Gearoid Towey Richard Coakley Paul Griffin        | Irlandia          | 6:06,02 |       |
| 5       | Mike Altman Will Daly Pat Todd Thomas Paradiso                    | Stany Zjednoczone | 6:07,79 |       |

### Finał A
| Miejsce | Zawodnik                                                                | Kraj            | Czas    | Uwagi |
| ------- | ----------------------------------------------------------------------- | --------------- | ------- | ----- |
|         | Thomas Ebert Morten Jørgensen Eskild Ebbesen Mads Andersen              | Dania           | 5:47,76 |       |
|         | Łukasz Pawłowski Bartłomiej Pawełczak Miłosz Bernatajtys Paweł Rańda    | Polska          | 5:49,39 |       |
|         | Iain Brambell Jon Beare Mike Lewis Liam Parsons                         | Kanada          | 5:50,09 |       |
| 4       | Franck Solforosi Guillaume Raineau Jean-Christophe Bette Fabien Tilliet | Francja         | 5:51,22 |       |
| 5       | Richard Chambers James Lindsay-Fynn Paul Mattick James Clarke           | Wielka Brytania | 5:52,12 |       |
| 6       | Gerard van den Linden Marshall Godschalk Ivo Snijders Paul Drewes       | Holandia        | 5:54,06 |       |